# تشارلي بيرك
تشارلي بيرك (بالإنجليزية: Charlie Burke)‏ (1 يوليو 1979 في أستراليا - ) هو لاعب كريكت أسترالي. شارك مع منتخب هونغ كونغ للكريكت.

## وصلات خارجية
- تشارلي بيرك على موقع إي آس بي آن كريك إنفو (الإنجليزية)